# Italo-francesi
Gli italo-francesi sono i cittadini e gli oriundi italiani residenti in Francia. Secondo una pubblicazione del Centre Interdisciplinaire de Recherche sur la Culture des Échanges dell'Università Sorbona - Parigi 3, oggi la comunità francese con ascendenze italiane è stimata intorno ai quattro milioni di individui (circa il 7% della popolazione totale). Tra gli italo-francesi recensiti non rientrano gli abitanti autoctoni della Corsica e del Nizzardo, dal momento che questi territori non hanno mai fatto parte politicamente dell'Italia unita, nonostante siano correlati al mondo italofono sotto il profilo linguistico. Secondo dati ufficiali dell'Anagrafe degli italiani residenti all'estero relativi al 2007, invece i cittadini italiani residenti in Francia risultavano 348722. Sono 370000 secondo il Rapporto Italiani nel mondo 2010 della Fondazione Migrantes.

## Storia
A partire dal Basso Medioevo si stabilirono in Francia banchieri lombardi, provenienti perlopiù dal Piemonte e dal resto dell'Italia settentrionale. Verso la metà del XIII secolo un gruppo di banchieri lombardi si stabilirono a Cahors, intorno a quella che allora si chiamava la Piazza del Cambio. Il più celebre dei banchieri lombardi in Francia fu Aguinolfo degli Arcelli, originario di Piacenza e il cui nome fu francesizzato in Gandoulfe d'Arcelles, che nel XIX secolo divenne il lombardo più ricco di Parigi.
A partire dall'epoca rinascimentale cominciarono a giungere in Francia artisti e intellettuali italiani; tra i primi a stabilirsi in Francia emerse in particolare Leonardo da Vinci, che vi trascorse gli ultimi anni della sua vita, dal 1516 al 1519. Nel corso del XVI secolo un gruppo di artisti italiani formò quello che sarebbe stata chiamata la Scuola di Fontainebleau, allorché l'allora re Francesco I di Francia ordinò nel 1528 il rifacimento e i lavori di decoro del castello. Il gruppo degli italiani comprendeva Rosso Fiorentino, Francesco Primaticcio, Nicolò dell'Abate, Benvenuto Cellini, Sebastiano Serlio, e Jacopo Barozzi da Vignola. Dal 1642 fino alla sua morte nel 1661 il cardinale italiano Giulio Mazzarino fu il primo ministro della Francia; compositori e cantanti italiani furono invitati a corte durante il suo mandato, tra cui i compositori Luigi Rossi, Carlo Caproli e Francesco Cavalli, il cantante lirico Atto Melani, e molti altri. Anche Giovanni Battista Lulli giunse in Francia ancora ragazzo nel 1646 e nel 1650 era già noto a corte come ballerino e compositore. Dopo la morte di Mazzarino, Lulli guidò la nuova tendenza verso la creazione di un'opera in stile francese coadiuvato dallo scenografo Carlo Vigarani. Dal 1669 fino alla sua morte nel 1712 l'astronomo italiano Giovanni Domenico Cassini fu direttore dell'Osservatorio di Parigi. Nel 1761-93 Carlo Goldoni fu responsabile del Théâtre italien a Parigi. I compositori Niccolò Piccinni e Antonio Sacchini furono attivi in Francia durante quegli anni. Nel 1787 il matematico torinese Giuseppe Luigi Lagrange si trasferì da Berlino a Parigi, dove rimase sino alla morte avvenuta nel 1813.
La Rivoluzione francese e l'epoca napoleonica attrassero in Francia numerosi italiani che vi giunsero con il desiderio di condividere le nuove idee o come rifugiati politici. Per tutto il periodo del Risorgimento, la Francia fu meta accogliente per i patrioti italiani. Tra di essi troviamo militari, come Andrea Massena e Francesco Zola, e intellettuali come l'archeologo Ennio Quirino Visconti, lo scienziato Carlo Lauberg, il giurista Luigi Emanuele Corvetto, lo storico Carlo Botta, il matematico Annibale Giordano, il patriota Daniele Manin, e molti altri. Nella prima metà del XIX secolo molti illustri compositori italiani lavorarono a Parigi, da Luigi Cherubini, a Gaspare Spontini, Vincenzo Bellini e Gaetano Donizetti. Su tutti si impose la presenza di Gioachino Rossini, che fu anche direttore del Théâtre italien. Anche Giuseppe Verdi trascorse lungo tempo a Parigi.
È a partire dalla metà del XIX secolo che l'immigrazione italiana in Francia cominciò ad assumere le caratteristiche di fenomeno di massa. Secondo un censimento sulle comunità straniere residenti effettuato nel 1851 dalle autorità francesi, vi risultò che dei circa 380000 stranieri residenti, 63000 erano italiani (in primo luogo piemontesi). Il numero degli italiani residenti in Francia crebbe rapidamente per tutto il XIX secolo, arrivando a quota 163000 nel 1876 e 240000 nel 1881. Cominciò per la prima volta ad affermarsi anche la generazione dei figli degli immigranti, capace di produrre personalità come Émile Zola, Luigi Visconti, Paul Émile Botta, Léon Gambetta e altri.
A fine XIX secolo l'immigrazione italiana in Francia conobbe una momentanea contrazione dei propri flussi. Causa principale di ciò furono su tutte il calo congiunturale che caratterizzò l'economia francese e la crisi diplomatica con l'Italia creatisi all'epoca per la questione tunisina. Tale crisi fu alimentata ulteriormente con l'ingresso dell'Italia nella Triplice Alleanza avvenuta nel 1882. All'inizio del XX secolo l'emigrazione italiana riprese comunque la sua linea ascendente e la comunità italiana divenne la prima comunità straniera residente nel paese, contando quasi 500000 unità nel 1911.
Fino alla vigilia della prima guerra mondiale l'emigrazione italiana in Francia fu prevalentemente di tipo economico. Nel paese vi era infatti una grossa carenza di manodopera interna, in modo particolare nei settori agricolo, industriale, minerario ed edile. Le richieste francesi di manodopera italiana, crebbero alla fine del primo conflitto mondiale, quando la Francia, malgrado fu una delle potenze vincitrici della guerra, subì enormi contraccolpi non solo da un punto di vista economico, ma soprattutto demografico, con la perdita di circa due milioni di soldati, tutti in età riproduttiva. Questa situazione indebolì ancor di più la già debole demografia francese, per cui l'immigrazione italiana, ma in generale quella straniera, servì anche a colmare questa grave carenza.
Con l'avvento del fascismo in Italia, all'emigrazione di tipo economico si aggiunse anche quella di tipo politico. Nel corso degli anni 1920 molti furono i politici italiani di vari orientamenti avversi al regime di Mussolini che furono costretti a rifugiarsi in Francia, come Eugenio Chiesa, Filippo Turati, Gaetano Salvemini, i fratelli Rosselli, Giuseppe Saragat, Pietro Nenni, Sandro Pertini e molti altri. Ma parallelamente nella comunità italiana di Francia, vi furono anche dei simpatizzanti del regime fascista, anche se non molto numerosi, visto che la sezione francese del Partito Nazionale Fascista nel 1938 contò appena 3000 iscritti, e questi inoltre erano rappresentati da Nicola Bonservizi responsabile del partito in Francia, che fu assassinato da un esule italiano anarchico nel 1924. La vibrante cultura francese continuò ad attrarre dall'Italia artisti come Amedeo Modigliani e Gino Severini e letterati come Giuseppe Ungaretti.
Tuttavia, la collettività italiana in Francia nel 1931 arrivò a superare quota 800000 residenti e successivamente i flussi si interruppero con lo scoppio del secondo conflitto mondiale. Al termine della seconda guerra mondiale i flussi migratori dall'Italia ripresero nuovamente, ma furono molto meno intensi rispetto a quelli registrati tra la fine del XIX secolo e l'inizio del XX. A partire dagli anni 1940 si assistette alla contrazione del numero di italiani residenti, dovuto alle massicce naturalizzazioni e al crescente numero di rimpatri. Nel 1946, infatti, si ridussero a 450000, che divennero 570000 nel 1968, per poi calare nuovamente ai 460000 del 1975 fino ai 350000 del 1981.
Nel corso dei decenni il fenomeno dell'immigrazione italiana in Francia tese quindi a esaurirsi e contemporaneamente mutò fisionomia. Se agli inizi del XX secolo era un'immigrazione costituita perlopiù da contadini, minatori e operai, a partire dagli anni del miracolo economico italiano cominciarono ad affluire lavoratori più qualificati. Inoltre molti degli italiani già residenti nel paese si videro elevarsi socialmente, divenendo liberi professionisti, commercianti e imprenditori, questi ultimi operanti soprattutto nel settore della ristorazione.
| Anno        | 1851   | 1876    | 1901    | 1911    | 1921    | 1931    | 1936    | 1946    | 1954    | 1960    | 1968    | 1975    | 1982    | 1985    | 1990    | 1998    | 1999    | 2001    |
| Popolazione | 63 307 | 165 313 | 330 465 | 419 234 | 451 000 | 808 038 | 720 926 | 450 764 | 589 524 | 688 474 | 571 694 | 462 940 | 333 740 | 293 000 | 252 759 | 212 023 | 201 670 | 198 344 |

## Caratteristiche
Per quanto riguarda l'origine regionale degli immigrati italiani in Francia e dei loro discendenti, è opportuno fare una suddivisione in periodi. Dalla fine del XIX secolo alla vigilia della seconda guerra mondiale, le regioni italiane che fornirono i più numerosi contingenti migratori furono inizialmente quelle centrosettentrionali, primo fra tutti il Piemonte, seguito nell'ordine da Toscana, Lombardia, Veneto, Friuli-Venezia Giulia ed Emilia-Romagna. Tra l'altro quella piemontese era in molti casi un'immigrazione di tipo stagionale per la vicinanza geografica. Al contrario, l'immigrazione italiana dal secondo dopoguerra vide crescere, anche se lievemente, la componente migratoria proveniente dalle regioni meridionali, in particolare da Sicilia, Calabria e Puglia.
Le aree di maggior concentrazione dell'immigrazione italiana nel territorio francese furono i dipartimenti Alta e Bassa Normandia, Alto e Basso Reno, le Bocche del Rodano, Mosella, Île-de-France (soprattutto in Senna-Saint-Denis), Rodano, Nord-Passo di Calais, le Alpi Marittime e la Corsica. Con queste ultime due regioni, l'immigrazione italiana era favorita non solo dalla vicinanza geografica, ma anche da un'affinità etnico-linguistica con i loro abitanti. Città a maggiore immigrazione italiana furono Parigi, Lione, Marsiglia, Nizza e Grenoble (quest'ultima contava 40000 abitanti di origine siciliana nel 2007).

## Pregiudizi e discriminazioni verso gli italiani in Francia
A partire dagli anni 1950, cominciarono a penetrare in Francia, in particolare in Provenza, Grenoble e Parigi, organizzazioni criminali di tipo mafioso, la cui gran parte dei membri era di origine italiana. Tra i più famosi mafiosi e criminali italo-francesi emersero Gaëtan Zampa, boss del Milieu marsigliese di origini napoletane, Claude Genova, boss del Milieu parigino di origini siciliane, François Scapula, elemento di spicco della French connection negli anni 1970, Albert Spaggiari, Albert Bergamelli, fondatore del Clan dei marsigliesi, e Antonio Ferrara, noto gangster della banlieue parigina legato alla mafia corsa.
Gli immigrati italiani furono spesso vittime di episodi di discriminazione, di ostilità e di violente aggressioni ricevute da una parte non poco consistente della popolazione locale, come nel massacro di Aigues-Mortes avvenuto tra il 16 e il 20 agosto 1893, scatenato da una folla inferocita di lavoratori francesi che si scagliò violentemente contro i lavoratori italiani, rei secondo loro di togliere il lavoro nelle saline del luogo, perché pagati con salari nettamente inferiori. Il bilancio ufficiale registrò la morte di nove italiani uccisi, ma secondo altre fonti, come il quotidiano britannico Times, gli italiani uccisi furono 50. Prima di quest'episodio, ve ne furono altri, come il 17 giugno 1881 a Marsiglia, dove 15000 francesi tentarono di attaccare un circolo italiano. A ciò seguirono quattro giorni di scontri con la dura reazione degli italiani, che si conclusero con un bilancio di 3 morti, 21 feriti e 200 arresti, e un altro nel 1882, quando quattro operai italiani degli altiforni di Beaucaire, furono massacrati da persone del luogo.
Molti erano i termini dispregiativi con cui i francesi indicavano gli italiani, i più noti erano macaroni, cioè mangiatore di spaghetti, e rital. Oggi la quasi totalità dei discendenti delle antiche immigrazioni italiane sono assimilati e sono rari gli episodi di anti-italianismo. Può capitare che quest'ultimo sentimento venga manifestato, paradossalmente, da un italo-francese, come l'allenatore di calcio Jean-Marc Furlan, che nel 2008 ha insultato pesantemente il calciatore italiano Fabio Grosso, in occasione di una partita che li vedeva avversari, definendolo un "italiano di merda, razza di macaroni" e affermando anche che "non si può dire che l'italiano abbia rinnegato i suoi geni e la sua razza".